# Aix-en-Diois
Aix-en-Diois ist eine Ortschaft und eine Commune déléguée in der französischen Gemeinde Solaure en Diois mit 338 Einwohnern (Stand: 1. Januar 2022) im Département Drôme in der Region Auvergne-Rhône-Alpes. 
Sie wurde mit Wirkung vom 1. Januar 2016 mit der früheren Gemeinde Molières-Glandaz fusioniert und zur Commune nouvelle Solaure en Diois zusammengelegt. Die Gemeinde Aix-en-Diois gehörte zum Arrondissement Die und zum Kanton Le Diois. 

## Bevölkerungsentwicklung
| Jahr                       | 1962 | 1968 | 1975 | 1982 | 1990 | 1999 | 2008 | 2013 |
| Einwohner                  | 213  | 200  | 175  | 196  | 209  | 255  | 351  | 358  |
| Quellen: Cassini und INSEE |      |      |      |      |      |      |      |      |

Nachdem die Einwohnerzahl in den 1960er und Anfang der 1970er Jahre abgenommen hatte (1975 wurden noch 175 Personen gezählt), wurde seit Beginn der 1970er Jahre wieder ein kontinuierliches Bevölkerungswachstum verzeichnet.